# Degei
Na mitologia Fiji, Degei (pronunciado Ndengei) é um deus cobra. Ele é um juiz das almas recém-mortas, depois que eles passam por uma das duas cavernas: Cibaciba ou Drakulu. Poucos ele envia ao paraíso, Burotu. A maioria dos outros são jogados em um lago, onde eles acabarão por afundar ao fundo (Murimuria) a serem devidamente recompensados ou punidos.
Degei chocou um ovo do qual o primeiro homem veio a Terra. Ele é proeminente no kalou-vu, o Fiji pantheon.